# ويليام إي. بيرد
ويليام إي. بيرد (بالإنجليزية: William E. Beard)‏ هو صحفي أمريكي، ولد في 12 يوليو 1873 في إستيل سبرينغز في الولايات المتحدة، وتوفي في 21 ديسمبر 1950 في ناشفيل في الولايات المتحدة.